# Grad Turjak
Grad Turjak (nemško Burg Ursperg, pozneje Schloss Auersperg) se nahaja v naselju Turjak v občini Velike Lašče, okrog 20 km južno oz. jugovzhodno od Ljubljane. Grad ima burno zgodovino, njegovo ime, kot tudi ime kraja Turjak, izhaja iz imena izumrlega goveda tur, ki ga imajo grofje Turjaški v svojem grbu. Na vzhodni strani gradu je v mogočni volovski stolp vzidana kamnita plošča, katere napis govori o najzgodnejši zgodovini gradu. Poleg besedila so v ploščo vklesani grbi in podoba tura, ki je bil včasih pozlačen. Napis se v originalu glasi:
| ANNO DOMINI 1067 IAR IST AVRSPERG DVRCH HERN CONRAT VON AVRSPERG ANGEFANGEN PAVN NACHMALS DVRCH DEN ERT PVDEM IM 1511 IAR ZERSCHVT ABER DVRCH MICH TROIAN VON AVRSPERG OBRISTN ERB CAMRER IN CRAIN VNMD DER WIDISCHEN MARK IN GRVND ABGESPROCEHN VND VON NEVEN ANGEFANGEN ZV PAVEN IM 1520 IAR |

ali slovensko:

Leta Gospodovega 1067 je

Turjak začel graditi gospod Konrad
 
Turjaški. Po potresu 1511 je bil razsut,

toda jaz, Trojan Turjaški, dedni višji

komornik Krajnske in Slovenske

marke, sem ga do temeljev

podrl in začel

graditi na novo v letu 1520

## Etimologija
Izvor imena gradu je negotov: lokalna tradicija pravi, da izhaja od izumrlega divjega goveda tur. Bolj verjetno gre za napako pri interpretaciji imena ustanoviteljev, vitezov Ursberg ali Auersperg. Podobnost s Turriacom v Italiji, znan tudi kot Turjak v slovenskem jeziku, velja za naključje.

## Zgodovina
Prvi grad je bil zgrajen na mestu že v poznem 11. stoletju, ki so ga zgradili vitezi (kasneje grofje) von Auersperg. Morda je obstajal že od leta 1062, leto ko se prvič omenja družina (posebej Konrad von Auersperg). Leta 1140 je bil uničen in zažgan v času bojev za dedovanje med dediči Pilgramom II. von Auerspergom, njegovim sinom Pilgramom IV. in njegovim zetom Ottom von Ortenburgom. Grad je bil v lasti Pilgrama IV., ki ga je uničil.
Leta 1190 ga je obnovil grof Adolf II. von Auersperg, katerega sin Otto se je zapletel v vojno s plemiškimi družinami von Görtz, Ortenburg in oglejskim patriarhatom, in grad je bil ponovno uničen. Po tem je bila lokacija prvih dveh gradov opuščena v prid sedanje.
Sedanji grad je prvič omenjen leta 1220. Leta 1270 sta ga Peter in Wolfgang von Auersperg prodala drugi veji družine, da bi ga nazaj kupil Baltazar von Auersperg, kancler Svetega rimskega cesarstva. V 14. stoletju so bili lastniki Auerspergi: Gerhard (1317) in bratje Friederich, Volkard in Herward. Grad je bil popolnoma uničen v velikem potresu leta 1511, vendar je bil obnovljen in se je uspešno uprl v času kmečkih uporov leta 1515, ko je propadlo več drugih gradov v regiji. Bolj resen izziv so predstavljali napadi Turkov leta 1491 in 1528, vendar so napade obakrat odbili.
Auerspergi so sloveli kot sposobni vojaški voditelji; Ivan Turjaški je padel v bitki pri Dunaju leta 1529, Herbard Turjaški je umrl pri Budačkem leta 1575, medtem ko je Andrej Turjaški, »kranjski Ahil«, vodil koroške in kranjske sile v bitki pri Sisku in prispeval k odločilni zmagi nad Turki 22. junija 1593.
V 16. stoletju so bili Auerspergi močni podporniki protestantizma v Sloveniji. Glavna slovenska protestantska voditelja Primož Trubar in Jurij Dalmatin sta imela zatočišče na gradu in v tem času delala na prvem prevodu Svetega pisma v slovenščino. Grofje so ju tudi finančno podpirali pri projektu tiskanja prvih slovenskih knjig.
V 17. stoletju sta bila turjaška gospodarja Johan Andreas von Auersperg in Wolf Engelbert von Auersperg, zadnja je opisal zgodovinar Valvasor, kar je potrjeno na dveh jedkanicah v "Slaiv vojvodine Kranjske" iz leta 1689, na dveh straneh.
Njegov sin in naslednik Adam Anton Siegfried je leta 1739 (v letu svoje smrti) vzpostavil fidejkomis ali določilo v oporoki, vključno z gospostvom Turjak, gospodarstvu Nadlischegg v Mokronogu in Turjaško (ali Auersperško) palačo  v Ljubljani. Nasledil ga je najstarejši sin Adolf Engelbert Ignaz, ki je umrl leta 1768. 20. maja 1769 je lastništvo zemljišča prešlo na njegovo vdovo Elizabeto (rojeno Lichtenberg), medtem ko je fidejkomis šel njegovemu svaku Josefu Marii.
Po njegovi smrti 24. decembra 1805, so fidejkomis posesti prešle na Johanna Paula Aloisa in nato na grofa Josefa von Auersperga, ki jih je imel vse do svoje smrti 12. oktobra 1883, ko ga je nasledil njegov sin grof Leo von Auersperg. Med letoma 1916 in 1931 je bil lastnik fidejkomisa Leov sin Herward, ki ga je nasledil njegov sin, prav tako imenovan Herward.
19. septembra 1943 so grad zasegli partizani Prešernove brigade po bitki s pripadniki Prostovoljne protikomunistične milice. Približno petsto od njih so zaprli in so postali tarča maščevanja. Grad je bil v bitki hudo poškodovan in ostal v ruševinah več let. Po drugi svetovni vojni je bil grad nacionaliziran. Restavratorska dela se izvajajo počasi.
Leta 2006 je predsednik Republike Slovenije Janez Drnovšek ustanovil Gibanje za pravičnost in razvoj, skupino civilne družbe, na velikem zborovanju na gradu.
1. septembra 2006 je bilo v gradu s strani mednarodnega reda Ordo Supremus Militaris Templi Hierosomilitani Universalis razglašeno veliko priorstvo Neodvisnega reda vitezov templjarjev Slovenije.
Z denacionalizacijo je bil grad vrnjen nekdanjim lastnikom, družini Turjaških, ki pa se mu je odpovedala in grad prodala državi Sloveniji.

## Arhitektura
Grad ima trikotni tloris in stoji na terasastem hribu. Veliki renesančni obrambni stolpi (bastijon) na vogalih trikotnika so povezani s stanovanjskimi trakti. V zahodnem stolpu je ječa različnih stopenj neprijetnosti. Visok osrednji palas izvira iz obdobja romantike.
Grad je bil v vsej svoji zgodovini večkrat bistveno spremenjen. Valvasorjeva grafika iz leta 1680 kaže pravokotno strukturo z majhnimi stolpi v samo dveh vogalih in velik bastijon na vzhodnem koncu. Ta postavitev sega do večje obnove po uničujočem potresu v letu 1512, čeprav so nekateri elementi izpred 16. stoletja ohranjeni, predvsem severno krilo in del obrambnega zidu.
Prvotni grad iz 10- ali 11. stoletja je stal nižje na pobočju; nekaj manjših ruševin je še vedno vidnih.
Nenavadno je, da ima grad dve kapeli. Ena katoliška na zahodni strani je služila kot cerkev od leta 1789; po prenovi leta 1990 je tam potekala vsako nedeljo maša. Druga romanska protestantska kapela je poimenovana po Dalmatinu in vsebuje grobnice protestantskih grofov, kot tudi gotske freske.

## Kulturni pomen
Grad Turjak je precej dobro znan v Sloveniji, v delu svoje barvite in burne zgodovine, ki vključuje več grotesknih podob:
- Ena je bila prikazana v grajski orožarni so glave Herbarda von Auersperga in Friedricha von Weichselburga (slovensko Herbard Turjaški in Friderik Višnjegorski), oba ubita v boju z otomanskimi silami leta 1575. Njune glave so bile brez las in ustrojene, nato pa poslane za spomin sultanu v Carigrad, od koder so ju sorodniki kasneje odkupili za 25.000 zlatnikov.
- Turjaška kapela na pokopališču je vsebovala stekleno posodo z ohranjenim srcem mladega grofa Hanna von Auersperga (1838-1861), ki naj bi storil samomor, potem ko ga je družina pregnala v Neapelj ker se ni hotel odreči dekletu, ki je bila pod njim po stanu.

Grad je znan tudi po svojem pomenu za zgodovino reformacije v slovenskih deželah. 
Največjo slavo mu je postavil slovenski pesnik France Prešern z romanco Turjaška Rozamunda. Pripoveduje o snubljenju razvajene turjaške dedinje v poznem srednjem veku

## Galerija
- V stolp vzdidana plošča iz 16. stoletja
- Turjaški grad
- Panorama Turjaškega gradu